# Cratere Zulfiya
Zulfiya  è un cratere sulla superficie di Venere.